# 愛特麗皮革
愛特麗皮革控股有限公司，簡稱愛特麗皮革控股，以及愛特麗皮革（英語：Odella Leather Holdings Limited，港交所：8093），在1988年，由林漢強和己故林漢甜，於香港（總部）成立「柏麗發展有限公司」。在2004年，於佛山（廠房）成立「佛山市南海盛麗皮衣有限公司」。
業務在中國內地和香港經營制造及銷售私人品牌皮革服裝。主席為張煥瑤，行政總裁為林慧思，以上為該公司主要股東，而執行董事程偉文也是主要股東。也就是在2010年4月購入該公司股份。
股份在2015年2月12日於港交所創業板上市。配售股份價格為0.6港元，股份配售為1億股，集資額為2,860萬港元。

## 外部連結
- odella.com （页面存档备份，存于）